# Giro del Piemonte 1978
Il Giro del Piemonte 1978, sessantaseiesima edizione della corsa, si svolse il 3 settembre 1978 su un percorso di 220 km. La vittoria fu appannaggio dell'italiano Gianbattista Baronchelli, che completò il percorso in 5h09'00", precedendo l'australiano Clyde Sefton ed il connazionale Riccardo Magrini.
Sul traguardo di Torino 56 ciclisti, su 115 partiti da Chieri, portarono a termine la competizione. 

## Ordine d'arrivo (Top 10)
| Pos. | Corridore                | Squadra            | Tempo    |
| ---- | ------------------------ | ------------------ | -------- |
| 1    | Gianbattista Baronchelli | Scic               | 5h09'00" |
| 2    | Clyde Sefton             | Fiorella Mocassini | s.t.     |
| 3    | Riccardo Magrini         | Fiorella Mocassini | a 2'25"  |
| 4    | Fiorenzo Favero          | Intercontinentale  | s.t.     |
| 5    | Roberto Ceruti           | Mecap-Selle Italia | s.t.     |
| 6    | Corrado Donadio          | Vibor              | s.t.     |
| 7    | Leonardo Natale          | Intercontinentale  | s.t.     |
| 8    | Pierino Gavazzi          | Zonca-Santini      | a 3'05"  |
| 9    | Franco Bitossi           | Gis Gelati         | s.t.     |
| 10   | Giuseppe Martinelli      | Magniflex-Torpado  | s.t.     |